# Frodo Kuipers
Frodo Kuipers (1976) is een Nederlands animator en animatiefilmregisseur.

## Loopbaan
Kuipers studeerde twee jaar animatie aan de Academie voor Beeldende Vorming in Tilburg, waar hij les kreeg van docenten als Gerrit van Dijk en Maarten Koopman. In 1996 besloot hij echter over te stappen naar Raoul Servais' KASK in Gent (België), waar hij na vier jaar met Grote Onderscheiding afstudeerde met zijn korte animatiefilm Antipoden (2001). Deze film ontving diverse prijzen, waaronder de Grote Prijs van de Vlaamse Gemeenschap (Anima Brussel) en de publieksprijs op het Internationaal Kortfilmfestival Leuven.
Kuipers was tussen 2003 en 2005 werkzaam in een van de ateliers aan het Nederlands Instituut voor Animatiefilm (NIAf), waar hij onder andere de film Shipwrecked (2005) realiseerde, die opgenomen werd in onder meer Ron Diamond's (ACME) Animation Show of Shows.
In 2005 begon Kuipers zijn animatiestudio Studio Mosquito, waar hij zich verder toespitste op onafhankelijke films.
In 2016 rondde hij Bullet Time af, een korte geanimeerde western geproduceerd door Merlijn Passier. De film werd in 2017 verkozen tot Nederlandse Inzending voor een Oscar in de categorie voor Korte Animatiefilm van 2017.
In 2018 won Kuipers de ShortCutz Amsterdam Annual Award voor zijn film Bullet Time.

## Stijl
Frodo Kuipers werkt voornamelijk nog in de traditionele tekenanimatietechniek, waarbij elk beeldje apart op papier getekend wordt, om vervolgens in de computer ingescand en ingekleurd te worden.

## Filmografie
- 2001: Antipoden (KASK Gent)
- 2005: Street (NIAf)
- 2005: Shipwrecked (NIAf/RNW)
- 2010: Lost in Space (Studio Mosquito/il Luster)
- 2010: Bricks (il Luster)
- 2011: Fata Morgana (il Luster/NTR)[4]
- 2015: Ballone di Cannone (il Luster/NTR)
- 2016: Bullet Time (Merlijn Passier Productions)

## Prijzen
Kuipers won met zijn films verschillende prijzen op internationale (animatie)filmfestivals wereldwijd, waaronder:
- 2001 - ACE-prize for Best Flemish Studentshort Filmfestival Ghent
- 2001 - Audience Award Filmfestival Leuven Kort
- 2002 - Grand Prix de la Communaute Flamande Anima Brussels
- 2002 - Canal+ Award Anima Brussels
- 2002 - VRT Award Anima Brussels
- 2005 -  Best Shortfilm European Youthfilmfestival Antwerp
- 2006 - Moviesquad Junior Audience Award HAFF Utrecht
- 2011 - Golden Apple (audience award), 51st Zlìn Film Festival
- 2012 - Best Animation Novara Filmfestival
- 2012 - Anima Mundi On The Road Award
- 2017 - Best Animation Eindhovens Film Festival
- 2018 - Best Animation FilmQuest Film Festival Utah, USA
- 2018 - Best Narrative Short Routes to Roots Film Festival Ontario, Canada
- 2018 - ShortCutz Amsterdam Annual Award, Beste Film voor Bullet Time
- 2019 - Best Animated Short Film NFMLA Los Angeles, USA